# Chloroclystis antarctica
Chloroclystis antarctica là một loài bướm đêm trong họ Geometridae.